# فني باشا
باشا تيخنيك (الاسم الحقيقي - بافيل نيكولايفيتش إيفليف ؛ 1 يوليو 1984 ، موسكو ، الاتحاد السوفييتي - 5 أبريل 2025، بوكيت ، تايلاند ) - مغني راب روسي، وكاتب كلمات ، وصانع إيقاعات  ، ومنتج موسيقي  وممثل استعراضي. زعيم وأحد مؤسسي مجموعة الراب Kunteynir ، وبعد حلها في عام 2016 واصل مسيرته الفردية.
كان معروفًا بسلوكه الشائن وعمله الاستفزازي المتعمد مع وفرة من اللغة البذيئة. شملت الموضوعات الرئيسية لعمله إدمان المخدرات ، والقومية ، والفكاهة السوداء. يُشار إليه غالبًا باعتباره أحد أهم مغني الراب في موسيقى الهيب هوب الروسية تحت الأرض. منذ أواخر عام 2010، اكتسب شعبية إعلامية ، حيث ظهر في العديد من العروض على الإنترنت ، والتي أصبحت اقتباسات منها ميمات.